# Цвинтар у Пикуличах
Український військовий цвинтар у Пикуличах — місце поховання загиблих в'язнів табору для військовополонених УГА, армії УНР та (пізніше) членів УПА. Цвинтар розташований у селі Пикуличах, що на південь від Перемишля (Польща).

## Історія концтабору і цвинтаря
Під час панування Австро-Угорської імперії (перед Першою світовою війною) на теренах Пикулич були збудовані військові казарми як запліччя фортеці Перемишль. Після розпаду імперії, ще під час боїв, три позаказармові об'єкти почали використовувати як табори для полонених, здебільшого українських вояків (хоча там утримували також цивільних українців і навіть полонених більшовицької армії). 
У 1919 р. в таборі перебувала максимальна кількість полонених — близько 30 тисяч осіб. Брак будь-яких санітарних умов та довготривале погане харчування спричинилося до епідемій заразних хвороб (тиф, туберкульоз та інші). Як наслідок, щодня помирало до 100 осіб. Хворобами заражалось і місцеве населення Пикулич та навколишніх сіл і навіть Перемишля. Стривожена місцева влада почала вимагати від комендатури табору, щоб виправити важку й небезпечну ситуацію. Але військова влада діяла про людське око, через що позитивних змін не відбувалось. Лише на початку 1921 р. табір було ліквідовано. 
До весни 1920 р. померлих ховали на прилеглих до табору полях. Після протестів селян для поховань вибрано місце старої австрійської порохівні на південній околиці Пикулич. Упорядкуванням цих місць зайнялися українці Перемишля — члени харитативної організації «Самаритянська допомога» і «Брат — братові». До впорядкування цвинтаря долучилися місцеві селяни і молодь з гімназії. На вході цвинтаря поставлено хрест, який подарував місцевий селянин Микита Василь. 
У 1921 р. 1-го листопада на цвинтарі відбулась перша панахида. На весні і влітку 1922 р. впорядковували цвинтар. У роботах взяло участь близько 10 тисяч осіб. Покладено понад 50 вінків. На початку 1924 р. було зроблено ексгумацію і перенесено на цвинтар рештки захоронень із сусідніх полів у Пикуличах, у Бакончицях і на теренах Засяння. Через кілька років цвинтар обгородили і на кургані, насипаному на одній зі спільних могил, встановили пам'ятник заввишки 8 м у вигляді хреста з написом: «Борцям за волю України». Автором пам'ятника була Олена Кульчицька. Кожен рік 1-го листопада, аж до вигнання 1946, з м. Перемишля до цвинтаря ходила релігійна процесія і відправлялась панахида по загиблим героям - борцям за свободу України.
У наступні роки під час Зелених Свят тут проводились релігійно-патріотичні маніфестації українців Перемишля та околиць, а також прибулих з Лемківщини, Бойківщини та Гуцульщини. Після Другої світової війни цвинтар і хрест були знищені. 
З ініціативи перемишльського підприємця Ярослава Сидора, завдяки його фінансовій допомозі, 1989 р. цвинтар був відбудований. Відновлено також традицію спільного молебню польських і українських влад на цвинтарі. 
Назву «Український військовий цвинтар» встановлено 1994 р. У 2000 р. цвинтар збільшено і перенесено туди рештки 47 членів УПА, що загинули 1946 р. в Бірчі (Бої в Бірчі та околицях) і Лішній.

## Вандалізм
15 травня 2016 року невідомими злочинцями здійснено наругу над могилами українського військового цвинтаря у Пикуличах. На один з надгробків прикріплено таблицю з текстом образливого змісту: «Тут поховані останки бандерівських бандитів, звірячих катів, вбивць невинних польських жінок та дітей. Пам'ятаємо».
Про осквернення братської могили на цвинтарі наприкінці жовтня 2019 р. повідомлялося з посиланням на Onet.

## Світлини

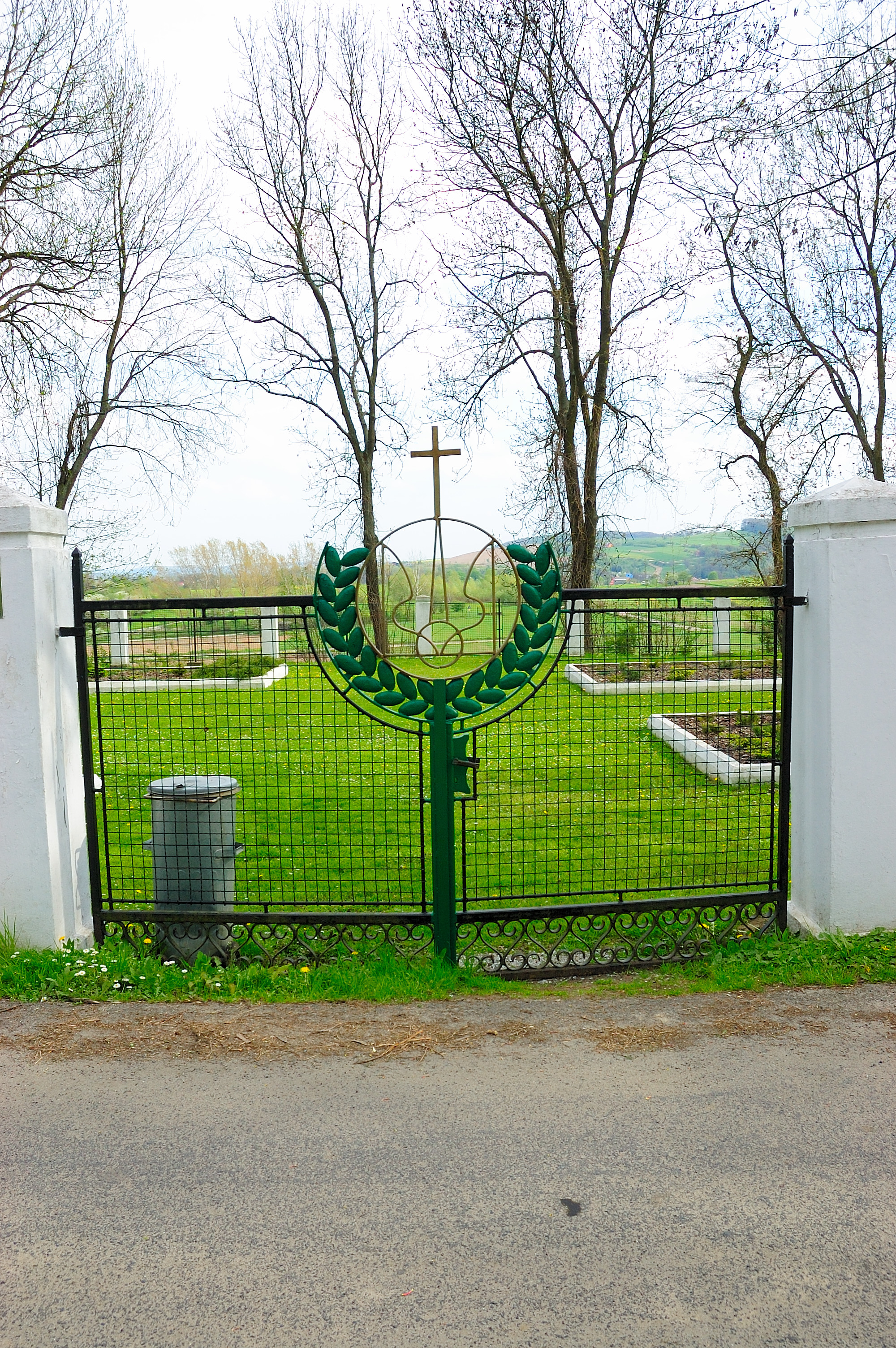
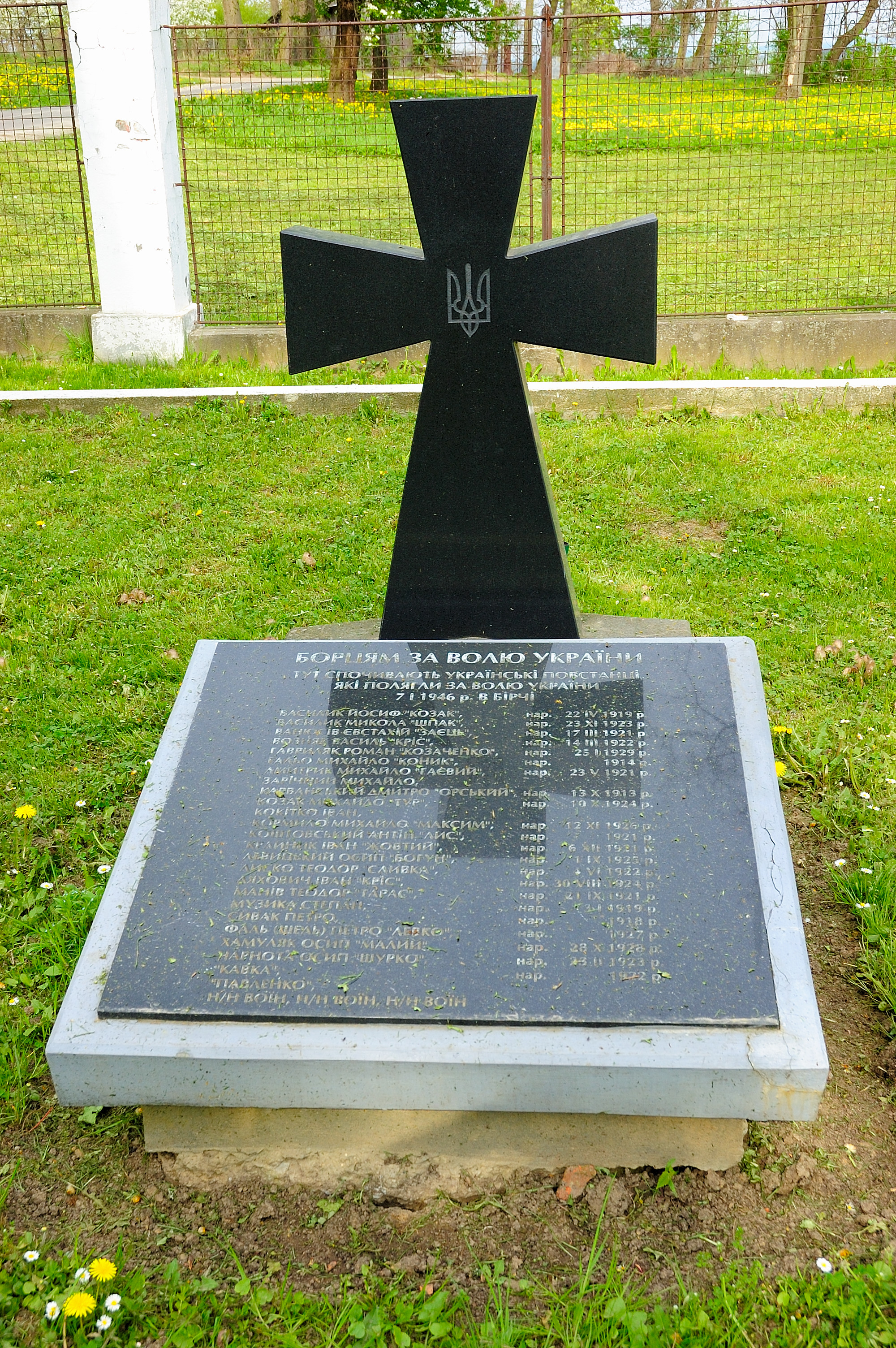
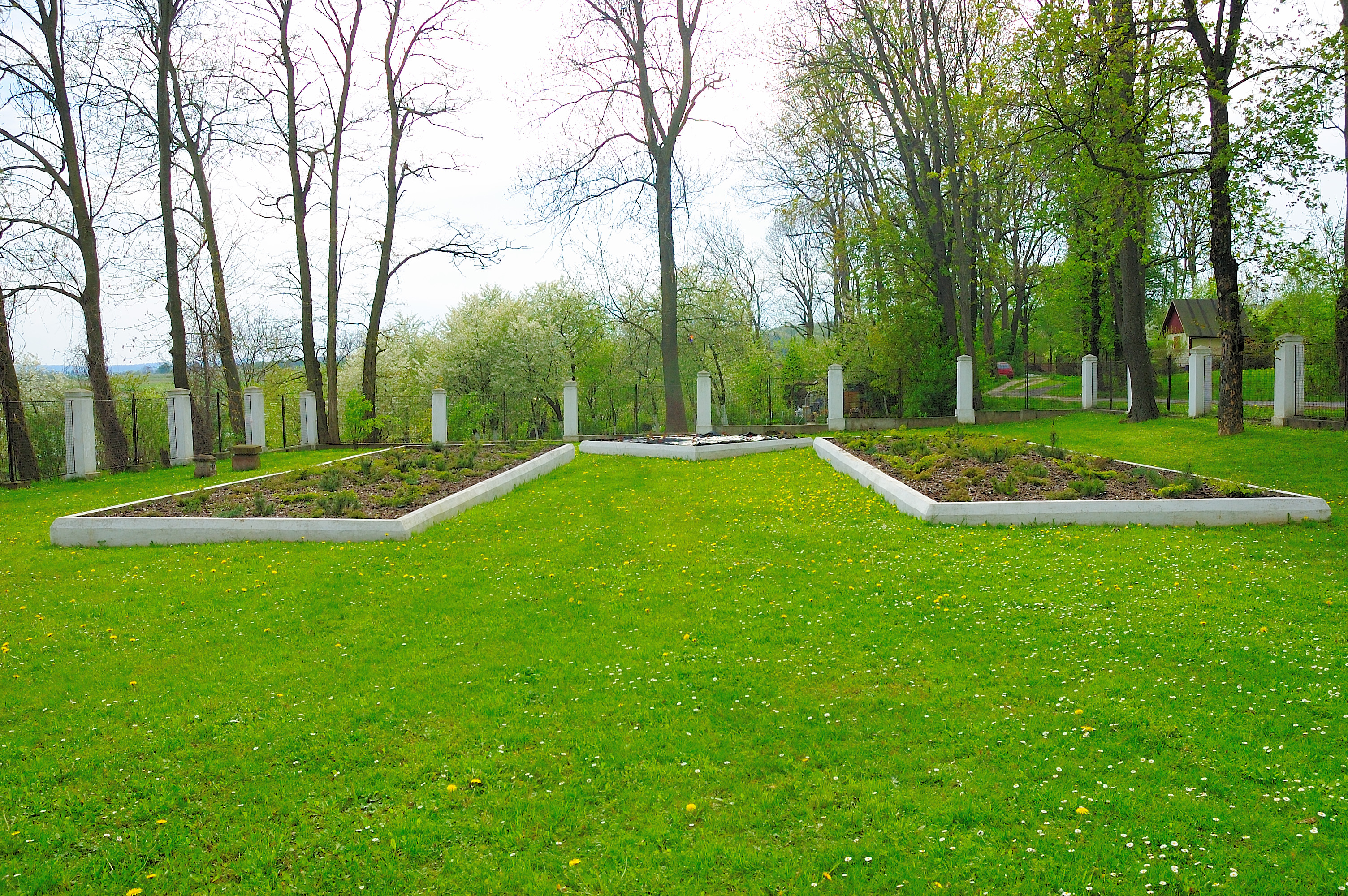
Цвинтар у Пикуличах. 1 травня 2010
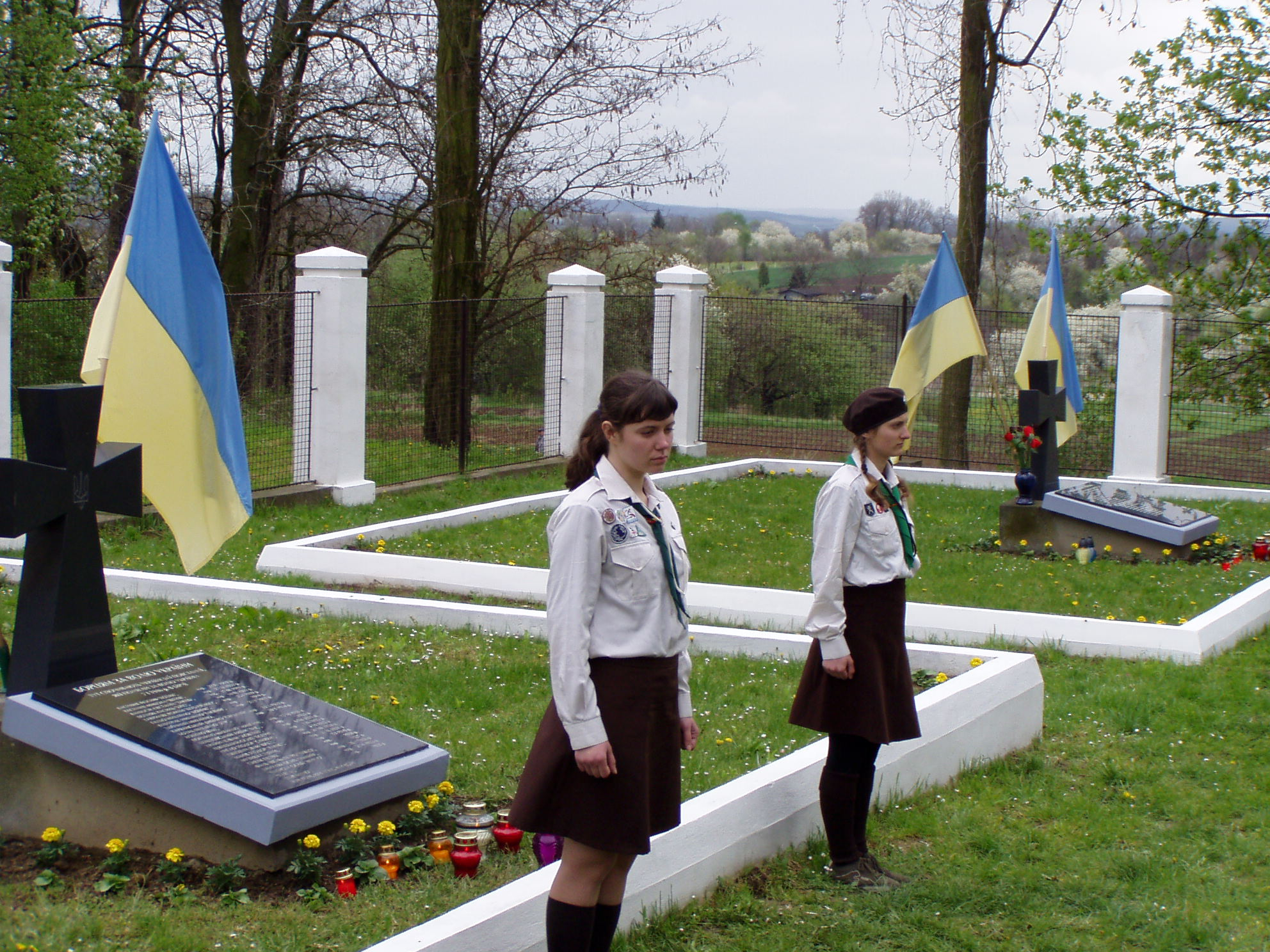
Пластуни у почесній варті. 30 квітня 2007
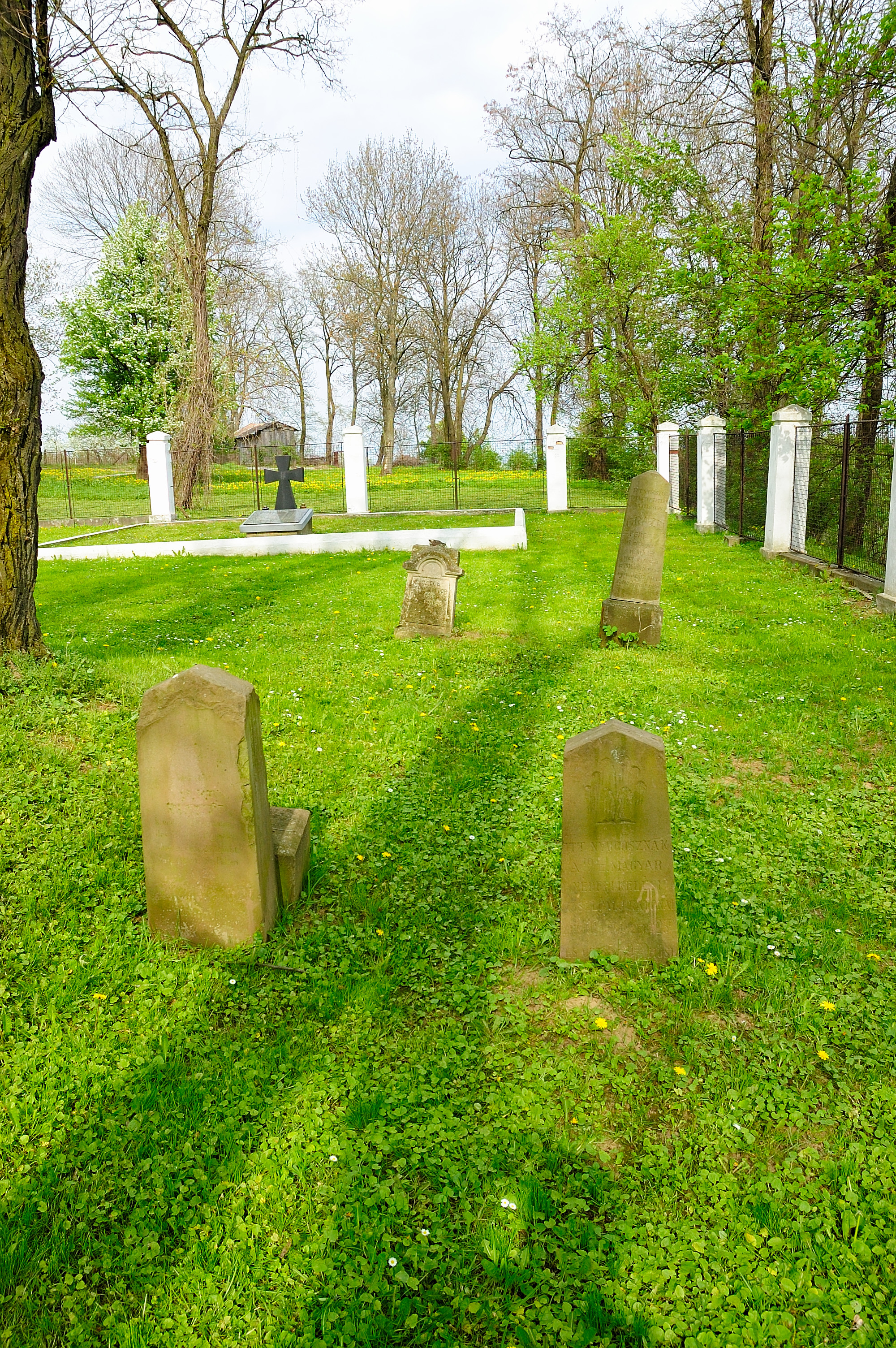